# NCT Dream

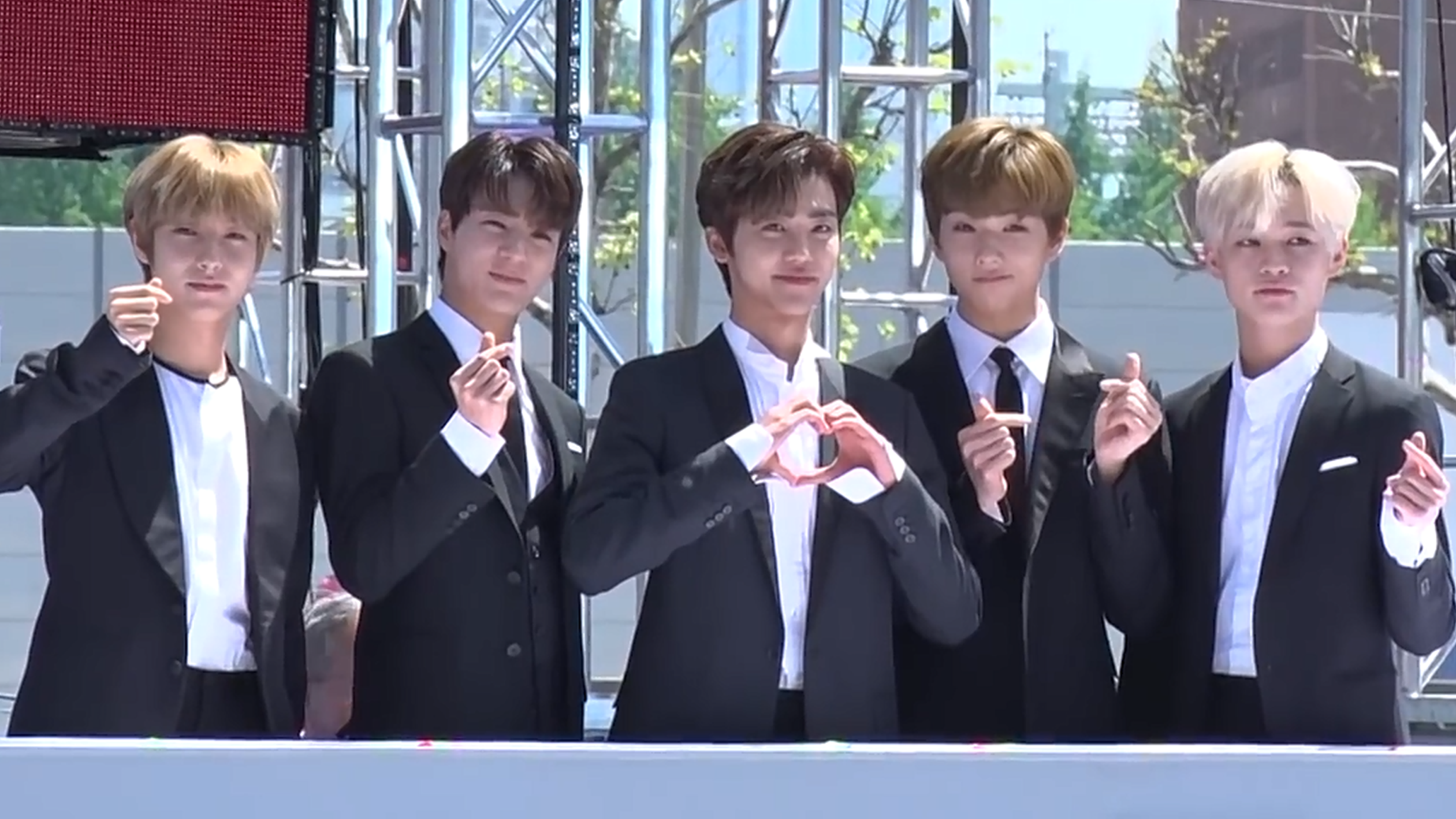
NCT Dream – v. l. n. r.: Renjun, Jeno, Jaemin, Jisung, and Chenle (2019)

NCT Dream ist die dritte Untergruppe der südkoreanischen Boygroup NCT aus Seoul. Die Gruppe besteht aus jugendlichen Mitgliedern und hatte bis April 2020 eine Altersgrenze von 19 Jahren (20 Jahren nach koreanischem Alter). Nach Erreichen des 19. Lebensjahres sollten die Mitglieder die Gruppe verlassen. Dies wurde ab April 2020 geändert, und NCT Dream wurde zu einer festen Untergruppe mit rotierendem Konzept. Das heißt, dass die sieben Mitglieder, inklusive Mark, der die Gruppe 2018 aufgrund der Altersgrenze verlassen musste, zwar gleich bleiben, aber bei zukünftigen Neuerscheinungen wechseln können, ähnlich wie bei NCT U.

## Geschichte

### 2013 bis 2016 – Prä-Debüt/SM Rookies
Am 3. Dezember 2013 wurden von SM Entertainment die ersten Mitglieder ihres Prä-Debüt-Teams SM Rookies vorgestellt, darunter auch Jeno. Am 17. Dezember wurden Mark und Jisung ebenfalls als Teil des Teams angekündigt; Haechan folgte erst am 17. Juli 2014 und Jaemin offiziell am 22. April 2015, nachdem er bereits einige Zeit mit dem Team aufgetreten war.
Als jüngste Mitglieder der SM Rookies traten Mark, Jeno, Jaemin, Haechan und Jisung gemeinsam mit einigen weiblichen Mitgliedern des Teams in der Fernsehshow der koreanischen Version von Disneys Mickey Mouse Club als Mouseketeers auf. Die erste Folge wurde am 23. Juli und die letzte von neun am 17. Dezember ausgestrahlt. Super Juniors Leeteuk hostete die Sendung.
Auch online veröffentlichten die SM Rookies zusammen Videos, sowohl auf YouTube, als auch auf einer eigenen Website und einer eigenen App.
Wie aus Grafiken im SMTOWN MUSEUM deutlich wird, trat Renjun SM Entertainment im Laufe des Jahres 2015 bei. Wann genau ist unklar.

### 2016 – Debüt mitChewing Gum
Im April und Mai wurde die erste Staffel von NCT Life, NCT’s eigene Reality Show, das erste Mal ausgestrahlt. Die erste Staffel begleitete die SM Rookies während der SM Rookies Show in Thailand und wurde somit bereits im Februar 2016 gefilmt. Bis auf Renjun und Chenle, die nicht Teil der SM Rookies waren, nahmen alle NCT Dream Mitglieder daran teil.
Laut eigener Aussage trat Chenle SM Entertainment am 6. März 2016 bei.
Bereits vor NCT Dreams Debüt war Mark als Teil der Untergruppen NCT U und NCT 127 aktiv. Haechan gehörte zu dem Zeitpunkt NCT 127 auch bereits an.
Am 19. August, stellte SM Entertainment NCT Dream als dritte Untergruppe der Band NCT vor. Chewing Gum, die erste Single ihres später veröffentlichten Singlealbums The First (2017), wurde am 24. August 2016 veröffentlicht. Am darauffolgenden Tag traten die sieben Mitglieder Mark, Renjun, Jeno, Haechan, Jaemin, Chenle und Jisung das erste Mal bei M Countdown auf.

### 2017 –The FirstundWe Young
Am 2. Februar kündigte SM Entertainment an, dass NCT Dreams erstes physisches Singlealbum The First am 9. Februar veröffentlicht werden würde. Dabei wurde angemerkt, dass Jaemin verletzungsbedingt auf unbestimmte Zeit nicht an den Aktivitäten der Gruppe teilnehmen würde, woraufhin er fast ein Jahr inaktiv war. Die Single My First and Last erreichte Platz eins der koreanischen Gaon Charts. Des Weiteren gewannen NCT Dream am 14. Februar den ersten Platz in der 100. Folge von SBS MTVs The Show, der erste Musikshowgewinn für eine Untergruppe von NCT.
NCTs 5. Staffel NCT Life: Entertainment Retreat der Reality-Show NCT Life wurde vom 4. bis zum 19. März ausgestrahlt. Darin begleiteten die beiden Moderatoren Leeteuk und Shindong von Super Junior die vier NCT Dream Mitglieder Renjun, Jeno, Chenle und Jisung.
NCT Dream wurden für die in Südkorea stattfindende U-20-Fußball-Weltmeisterschaft 2017 als offizielle Botschafter des Lokalen Organisationskomitees (LOK) ernannt und veröffentlichten am 15. März den offiziellen Song Trigger the fever. Am 17. August veröffentlichten NCT Dream ihre zweite EP We Young. Als Teil der zweiten Staffel des Musikprojekts SM Station veröffentlichten NCT Dream am 15. Dezember ihre erste Weihnachtssingle Joy.

### 2018 –NCT 2018 EmpathyundWe Go Up
Im Januar kündigte SM Entertainment das erste Großprojekt NCT 2018 an, bei dem alle, zu dem Zeitpunkt 18, Mitglieder teilnehmen würden. Am 30. Januar veröffentlichte SM Entertainment das erste Teaservideo für dieses Projekt unter dem Namen NCT 2018 Yearbook #1. Jaemin, der seit fast einem Jahr verletzungsbedingt nicht an NCTs Aktivitäten teilgenommen hatte, kehrte so offiziell wieder zurück. Am 4. März veröffentlichten NCT Dream das Musikvideo zum später auf dem Projektalbum NCT 2018 Empathy erschienenen Song Go. Sowohl das Lied als auch das Video markierten einen Umschwung für die Untergruppe. Ihr ursprüngliches kindliches Image und die fröhlichen Lieder wichen einem neuen jugendlicheren Auftreten.
Am 21. Mai wurde bekannt gegeben, dass Jeno ab dem 22. Mai als Host bei SBS MTV’s The Show arbeiten werden würde. Er würde zuerst mit JBJs Kim Yongguk und CLCs Yeeun und später nur mit Letzterer zusammen die wöchentlich ausgestrahlte Musikshow moderieren.
Am 3. September erschien NCT Dreams zweite EP We Go Up, die auch Marks letztes großes Musikprojekt als Teil von NCT Dream darstellte, bevor er die Gruppe zum Ende des Jahres verlassen musste.
Von September bis Dezember hielten sie die Musik-Varieté-Konzerte NCT DREAM SHOW und NCT DREAM SHOW #2 im SMTOWN THEATRE, bei denen sie neben eigenen Songs auch Lieder von anderen Künstlern oder anderen NCT-Untergruppen coverten.
Am 13. Dezember veröffentlichten NCT Dream zwei Tracks für die koreanische Version des Animationsfilms Trolls von DreamWorks Animation. Haechan, Chenle und Jisung sangen zusammen den Track Best Day Ever während Renjun, Jeno und Jaemin zusammen mit Red Velvets Yeri den Song Hair in the Air sowie ein zugehöriges Musikvideo im Rahmen der dritten Staffel von SM Station veröffentlichten.
NCT Dream veröffentlichten am 27. Dezember die Single Candle Light als Teil der dritten Staffel des Musikprojekts SM Station. Dies stellte vorerst Marks letzte Veröffentlichung mit NCT Dream dar, der am 31. Dezember 2018, bis zur Regeländerung der Untergruppe Anfang 2020, die Gruppe verließ.

### 2019 –We Boom
Am 1. und 2. April wurde das auf dem gleichnamigen Webtoon basierende Webdrama How to Hate You (Originaltitel: 너를 싫어하는 방법) ausgestrahlt, welches das Schauspiel-Debüt von Jaemin darstellte. Er spielte den Charakter „Han Daegang“ und gewann für seine schauspielerische Performance im darauffolgenden Jahr bei den 6. Seoul Webfest Awards 2020 einen Preis.
Am 6. Juni veröffentlichten NCT Dream in Kollaboration mit dem britischen Künstler HRVY den Song Don’t Need Your Love als Teil der dritten Staffel von SM Station. Haechan, der zu der Zeit hauptsächlich mit NCT 127 aktiv war, nahm nicht an dem Projekt teil.
NCT Dream wurden von der World Scout Foundation als erster globaler Botschafter ausgewählt. Sie präsentierten ihre am 15. Juli erschienene englischsprachige Single Fireflies das erste Mal beim 24. World Scout Jamboree in den USA am 23. Juli. Die Einnahmen der Single gingen an Pfadfinder aus benachteiligten Gebieten.
Am 26. Juli veröffentlichten NCT Dream ihre dritte EP We Boom und deren Titeltrack Boom. Ab dem 5. August startete Renjun seine tägliche Tätigkeit als Radio-DJ für TBS eFMs Show Akdong Seoul. Zu Beginn war er für zwei Monate ein „Special DJ“ doch letztendlich moderierte er die Show für mehr als ein Jahr. Am 1. September schloss sich Chenle Jeno als „Special MC“ für The Shows 200. Folge an.
Im November und Dezember hielten NCT Dream ihr erstes Solokonzert mit ihrer Tour NCT Dream Tour „The Dream Show“. Im November eröffneten sie mit drei Konzerten in Seoul ihre erste Tour.
Am 22. November veröffentlichten sie zusammen mit der amerikanisch-kanadischen Boyband PRETTYMUCH die Single Up To You, die auf deren EP INTL:EP erschien.
Am 26. November wurde die letzte Folge von SBS MTV’s The Show mit Jeno als Moderator ausgestrahlt. Er und sein Co-Host Yeeun moderierten über eineinhalb Jahre und sind somit das längste Host-Paar der Sendung.

### 2020 – Umstrukturierung der Gruppe;ReloadundNCT 2020 Resonance
Am 22. Januar veröffentlichten NCT Dream ihre erste japanische EP The Dream. Obwohl es sich dabei um eine japanische Veröffentlichung handelt, sind alle darauf befindlichen Lieder auf Koreanisch und nicht neu.
Im Januar und Februar traten NCT Dream zunächst im Zuge ihres Solokonzerts NCT Dream Tour „The Dream Show“ in Tokio und Kobe (Japan) auf, danach in Manila (Philippinen) am 29. Februar und Jakarta (Indonesien) am 1. März. Auch für Singapur, Macau und erneut Japan waren im Februar und März noch Tour-Stopps angesetzt, die allerdings aufgrund der COVID-19-Pandemie abgesagt werden mussten.
Am 14. April gab SM Entertainment den Wünschen der Fans nach und verkündete, dass NCT Dream nicht mehr ihr ursprüngliches Konzept weiterführen würden. Somit mussten die vier Mitglieder Renjun, Jeno, Haechan und Jaemin, die nach koreanischem Alter volljährig geworden waren, nicht die Gruppe verlassen. Auch würde Mark, der die Gruppe bereits Ende 2018 verlassen hatte, nach den Promotions für Ridin’ wieder zu NCT Dream zurückkehren. Laut SM Entertainment sollte NCT Dream in Zukunft ähnlich zu NCT U eingesetzt werden, d. h. die sieben Mitglieder könnten dann in jeder möglichen Kombination aktiv sein.
NCT Dream veröffentlichten am 29. April ihre vierte EP Reload mit der Single Ridin’. Zusätzlich zu den üblichen Teasern für den Titeltrack und dessen Musikvideo veröffentlichten sie auch kurze „Track videos“ für alle vier B-Seiten der EP. Mit über 500.000 Vorbestellungen stellten sie einen persönlichen Rekord auf. Im Mai 2020 hielten alle NCT-Untergruppen je ein online live Konzert auf Navers V Live. NCT Dream hielten ihr Konzert als zweite der drei Untergruppen am 10. Mai.
Am 9. Juni veröffentlichten NCT Dream ihr erstes Live-Album The Dream Show – The 1st Live Album, aufgenommen bei ihrem ersten Solokonzert im November 2019.
Jeno und Jaemin traten am 26. Juni beim Music Bank Half Year Special das erste Mal mit NCT U auf. Zusammen mit Jaehyun, Jungwoo und Haechan sangen sie Kick & Ride.
Die 10. Staffel NCT Life: DREAM in Wonderland von NCTs Reality-Show NCT Life wurde vom 6. Juli bis zum 11. August ausgestrahlt. Daran nahmen Renjun, Jeno, Jaemin, Chenle und Jisung teil.
Seit August 2020 sind NCT Dream als erste Markenbotschafter der koreanischen Beauty-Marke Candylab tätig.
Am 15. September wurde NCTs neues Großprojekt NCT 2020 angekündigt, das ähnlich wie NCT 2018 alle derzeitigen NCT-Mitglieder für ein Album vereinen sollte. Das Album Resonance Pt. 1 erschien am 12. Oktober mit den Titeltracks Make a Wish und From Home. Darauf wurde auch NCT Dreams Lied Déjà vu herausgebracht, welches zum Teil bereits am 8. Oktober mit einem „Track video“ veröffentlicht worden war. Auch Mark erschien wieder auf dem Song und im Video. Der zweite Teil des Albums, Resonance Pt. 2, erschien am 23. November mit den Titeltracks 90’s Love und Work It.
Am 11. Oktober moderierte Renjun das letzte Mal KBS eFMs Radioshow Akdong Seoul. Daraufhin löste ihn Chenle als Radio-DJ ab, der die Sendung seitdem täglich moderiert.
Am 27. Dezember hielt NCT 2020 ein Beyond LIVE online Konzert auf Navers V Live, bei dem auch alle NCT Dream Mitglieder teilnahmen.

### 2021
Am 1. Januar 2021 nahmen alle NCT Dream Mitglieder am Online-Live-Konzert SMTOWN live Culture Humanity ihres Labels SM Entertainment teil.
Am 23. März berichtete SPOTV News, dass sich die Gruppe in den letzten Vorbereitungen für ein Comeback im April befinde. SM Entertainment reagierte darauf, indem sie diese Nachricht bestätigten.
Als Aprilscherz wurde NCT Dreams Instagram-Account vom 1. bis zum 5. April in ein Café mit dem Namen „Cafe 7 Dream“ umgewandelt. In dem Zeitraum posteten sie Bilder und Videos davon, wie sie in einem Café arbeiteten und ihren „Kunden“, darunter auch Johnny und Jaehyun von NCT 127, Getränke sowie Desserts servierten. Im Anschluss daran, genauer am 12. April und somit einen Tag nach Veröffentlichung des ersten Teaser-Fotos, wurde mit einem Twitter-Post das genaue Datum ihres anstehenden Comebacks angekündigt.
Voraussichtlich werden NCT Dream am 10. Mai ihr erstes Studioalbum 맛 (Hot Sauce) veröffentlichen. Neben dem gleichnamigen Titeltrack wird das Album neun weitere Lieder beinhalten. Das Album wird in drei Versionen erscheinen: „crazy“, „boring“ und „chilling“. Es wird das erste Comeback sein, an dem alle NCT Dream Mitglieder, seit Marks Wiedereintritt Anfang des vorherigen Jahres, teilnehmen. Um die Fans auf das bevorstehende Comeback einzustimmen, wird seit dem 17. April alle vier Tage eine Folge von NCT Dreams neuer Show „7llin’ in the DREAM“ auf ihrem YouTube-Kanal hochgeladen. Dabei werden die sieben Mitglieder bei einem Tagesausflug begleitet. „7llin’ in the DREAM“ ist die erste Reality-Show, an der alle NCT Dream Mitglieder zusammen teilnehmen.

## Mitglieder
Aktuelle Mitglieder
| Name           | Geburtsname                     | Geburtsort | Geburtstag        | Position                               |
| -------------- | ------------------------------- | ---------- | ----------------- | -------------------------------------- |
| Mark (마크)    | Mark Lee                        | Toronto    | 2. August 1999    | Main Rapper, Main Dancer, Sub Vocalist |
| Renjun (런쥔)  | Huang Ren Jun (黄仁俊)          | Jilin      | 23. März 2000     | Main Vocalist, Lead Dancer             |
| Jeno (제노)    | Lee Je No (이제노)              | Incheon    | 23. April 2000    | Lead Dancer, Lead Rapper, Sub Vocalist |
| Haechan (해찬) | Lee Dong Hyuck (이동혁)         | Seoul      | 6. Juni 2000      | Main Vocalist, Lead Dancer             |
| Jaemin (재민)  | Na Jae Min (나재민)             | Jeonju     | 13. August 2000   | Lead Dancer, Sub Rapper, Sub Vocalist  |
| Chenle (천러)  | Zhong Chen Le (钟辰乐 / 鍾辰樂) | Shanghai   | 22. November 2001 | Main Vocalist                          |
| Jisung (지성)  | Park Ji Sung (박지성)           | Seoul      | 5. Februar 2002   | Main Dancer, Sub Vocalist, Sub Rapper  |

## Musikstil
NCT Dreams Musikstil und Liedtexte hatten zu Beginn ihrer Karriere ein kindliches und unschuldiges Image. Mit dem heranwachsenden Alter der Mitglieder entwickelte sich aber auch der Musikstil vom eher kindlichen zu einem Erwachseneren und Seriöseren. So wird z. B. in NCT Dreams erster Single Chewing Gum die Liebe zu einem Mädchen mit Kaugummis verglichen, während das Lied Go aus dem Jahr 2018 das Thema behandelt, seine eigene Identität zu finden. Die Entwicklung reflektiert sich auch im Musikgenre der Gruppe, das sich von Bubblegum Pop Richtung Hip-Hop entwickelt hat.

## Diskografie
Studioalben

| Jahr      | Titel Musiklabel                                | Höchstplatzierung, Gesamtwochen, AuszeichnungChartplatzierungen (Jahr, Titel, Musiklabel, Platzierungen, Wochen, Auszeichnungen, Anmerkungen) | Höchstplatzierung, Gesamtwochen, AuszeichnungChartplatzierungen (Jahr, Titel, Musiklabel, Platzierungen, Wochen, Auszeichnungen, Anmerkungen) | Höchstplatzierung, Gesamtwochen, AuszeichnungChartplatzierungen (Jahr, Titel, Musiklabel, Platzierungen, Wochen, Auszeichnungen, Anmerkungen) | Höchstplatzierung, Gesamtwochen, AuszeichnungChartplatzierungen (Jahr, Titel, Musiklabel, Platzierungen, Wochen, Auszeichnungen, Anmerkungen) | Höchstplatzierung, Gesamtwochen, AuszeichnungChartplatzierungen (Jahr, Titel, Musiklabel, Platzierungen, Wochen, Auszeichnungen, Anmerkungen) | Höchstplatzierung, Gesamtwochen, AuszeichnungChartplatzierungen (Jahr, Titel, Musiklabel, Platzierungen, Wochen, Auszeichnungen, Anmerkungen) | Höchstplatzierung, Gesamtwochen, AuszeichnungChartplatzierungen (Jahr, Titel, Musiklabel, Platzierungen, Wochen, Auszeichnungen, Anmerkungen) | Anmerkungen                                                                                    |
| Jahr      | Titel Musiklabel                                | KR | JP | DE | AT | CH | UK | US | Anmerkungen                                                                                    |
| --------- | ----------------------------------------------- | --- | --- | --- | --- | --- | --- | --- | ---------------------------------------------------------------------------------------------- |
| NCT       |                                                 | | | | | | | |                                                                                                |
|           |                                                 | | | | | | | |                                                                                                |
| 2018      | NCT 2018 Empathy SM Entertainment               | KR2 ×2Doppelplatin · (90 Wo.)KR | — | — | — | — | — | — | Erstveröffentlichung: 14. März 2018 Verkäufe: + 500.000                                        |
| 2020      | NCT 2020 Resonance Pt. 1 SM Entertainment       | KR1 Diamant · (24 Wo.)KR | JP2 (4 Wo.)JP | — | — | — | — | US6 (9 Wo.)US | Erstveröffentlichung: 12. Oktober 2020 Verkäufe: + 1.000.000                                   |
| 2020      | NCT 2020 Resonance Pt. 2 SM Entertainment       | KR1 Diamant + Platin (KiT) · (25 Wo.)KR | JP3 (14 Wo.)JP | — | — | — | — | — | Erstveröffentlichung: 23. November 2020 Verkäufe: + 1.250.000                                  |
| 2021      | Universe SM Entertainment                       | KR1 Diamant · (14 Wo.)KR | JP1 (6 Wo.)JP | — | — | — | — | US20 (4 Wo.)US | Erstveröffentlichung: 14. Dezember 2021 Verkäufe: + 1.000.000                                  |
| 2023      | Golden Age SM Entertainment                     | KR1 Diamant · (8 Wo.)KR | JP1 (9 Wo.)JP | — | — | — | — | US66 (1 Wo.)US | Erstveröffentlichung: 28. August 2023 Verkäufe: + 1.000.000                                    |
| NCT 127   |                                                 | | | | | | | |                                                                                                |
|           |                                                 | | | | | | | |                                                                                                |
| 2018      | Regular-Irregular SM Entertainment              | KR1 Platin · (78 Wo.)KR | — | — | — | — | — | US86 (1 Wo.)US | Erstveröffentlichung: 12. Oktober 2018 Verkäufe: + 250.000                                     |
| 2019      | Awaken Avex Trax                                | — | JP4 (31 Wo.)JP | — | — | — | — | — | Erstveröffentlichung: 17. April 2019                                                           |
| 2020      | Neo Zone SM Entertainment                       | KR1 ×3Dreifachplatin · (53 Wo.)KR | — | — | — | — | — | US5 (5 Wo.)US | Erstveröffentlichung: 6. März 2020 Verkäufe: + 750.000                                         |
| 2020      | Neo Zone Repackage SM Entertainment             | KR6 Platin · (16 Wo.)KR | — | — | — | — | — | — | Erstveröffentlichung: 14. Mai 2020 Verkäufe: + 250.000                                         |
| 2021      | Sticker SM Entertainment                        | KR1 ×2Doppeldiamant · (29 Wo.)KR | — | DE16 (5 Wo.)DE | AT14 (1 Wo.)AT | CH37 (3 Wo.)CH | UK40 (1 Wo.)UK | US3 (17 Wo.)US | Erstveröffentlichung: 17. September 2021 Verkäufe: + 2.000.000                                 |
| 2021      | Favorite SM Entertainment                       | KR2 ×3Dreifachplatin · (16 Wo.)KR | — | — | — | — | — | — | Erstveröffentlichung: 25. Oktober 2021 Wiederveröffentlichung von Sticker Verkäufe: + 750.000  |
| 2022      | 2 Baddies SM Entertainment                      | KR2 Diamant · (11 Wo.)KR | — | DE65 (2 Wo.)DE | — | CH77 (2 Wo.)CH | — | US3 (5 Wo.)US | Erstveröffentlichung: 16. September 2022 Verkäufe: + 1.000.000                                 |
| 2023      | Ay-Yo: The 4th Album Repackage SM Entertainment | KR1 Diamant · (6 Wo.)KR | JP2 (5 Wo.)JP | — | — | — | — | US13 (2 Wo.)US | Erstveröffentlichung: 30. Januar 2023 Verkäufe: + 1.007.500                                    |
| 2023      | Fact Check SM Entertainment                     | KR1 Diamant · (10 Wo.)KR | JP— GoldJP | — | — | — | — | US16 (2 Wo.)US | Erstveröffentlichung: 6. Oktober 2023 Verkäufe: + 1.100.000                                    |
| 2024      | Walk: The 6th Album SM Entertainment            | KR1 ×3Dreifachplatin · (5 Wo.)KR | — | — | — | — | — | US117 (1 Wo.)US | Erstveröffentlichung: 15. Juli 2024 Verkäufe: + 750.000                                        |
| NCT Dream |                                                 | | | | | | | |                                                                                                |
|           |                                                 | | | | | | | |                                                                                                |
| 2021      | Hot Sauce (맛) SM Entertainment                 | KR1 ×2Doppeldiamant · (79 Wo.)KR | — | — | — | — | — | — | Erstveröffentlichung: 10. Mai 2021 Verkäufe: + 2.000.000                                       |
| 2021      | Hello Future SM Entertainment                   | KR1 Diamant + Platin (KiT) · (60 Wo.)KR | — | — | — | — | — | — | Erstveröffentlichung: 28. Juni 2021 Wiederveröffentlichung von Hot Sauce Verkäufe: + 1.250.000 |
| 2022      | Glitch Mode SM Entertainment                    | KR1 ×2Doppeldiamant · (25 Wo.)KR | — | — | — | — | — | US50 (1 Wo.)US | Erstveröffentlichung: 28. März 2022 Verkäufe: + 2.000.000                                      |
| 2023      | ISTJ: The 3rd Album SM Entertainment            | KR1 ×3×2Dreifachdiamant + Doppelplatin (Nemo) · (10 Wo.)KR                                                                                    | JP2 Gold · (8 Wo.)JP | DE46 (1 Wo.)DE | — | CH80 (1 Wo.)CH | — | US28 (3 Wo.)US | Erstveröffentlichung: 17. Juli 2023 · Verkäufe: + 3.850.000; + KR: Platin (SMC)                |
| 2024      | Dreamscape SM Entertainment                     | KR1 Diamant · (11 Wo.)KR | JP5 (8 Wo.)JP | — | — | — | — | — | Erstveröffentlichung: 11. November 2024 Verkäufe: + 1.000.000                                  |
| WayV      |                                                 | | | | | | | |                                                                                                |
|           |                                                 | | | | | | | |                                                                                                |
| 2020      | Awaken the World Label V, SM Entertainment      | KR3 (16 Wo.)KR | JP19 (1 Wo.)JP | — | — | — | — | — | Erstveröffentlichung: 9. Juni 2020                                                             |
| 2023      | On My Youth Label V, SM Entertainment           | KR4 Platin · (11 Wo.)KR | — | — | — | — | — | — | Erstveröffentlichung: 1. November 2023 Verkäufe: + 250.000                                     |

## Filmografie

### NCT Life
| Staffel | Titel                           | Koreanischer Titel         | Ausstrahlung       | Episoden | Plattform                                 | Anmerkungen                                                                                 | Ref.          |
| ------- | ------------------------------- | -------------------------- | ------------------ | -------- | ----------------------------------------- | ------------------------------------------------------------------------------------------- | ------------- |
| 1       | NCT Life in Bangkok             | NCT Life in Bangkok        | 16.04.– 02.05.2016 | 6        | V Live, MBC Music, Youku, Tudou, AliMusic | Teilnehmer: 2016 aktive männliche SM Rookies gefilmt vor Debüt                              | [ 82 ] [ 83 ] |
| 5       | NCT Life: Entertainment Retreat | NCT Life 예능 수련회       | 04.03.– 19.03.2017 | 6        | V Live, Naver TV Cast, Youku              | Teilnehmer: Renjun, Jeno, Chenle, Jisung Moderatoren: Leeteuk und Shindong von Super Junior | [ 84 ] [ 85 ] |
| 10      | NCT Life: DREAM in Wonderland   | NCT Life: 드림 인 원더랜드 | 06.07.– 11.08.2020 | 12       | Seezn, TrueID                             | Teilnehmer: Renjun, Jeno, Jaemin, Chenle, Jisung                                            | [ 86 ] [ 87 ] |

### Sonstiges
| Jahr | Titel               | Koreanischer Titel  | Ausstrahlung       | Episoden | Plattform | Anmerkungen             | Ref.   |
| ---- | ------------------- | ------------------- | ------------------ | -------- | --------- | ----------------------- | ------ |
| 2021 | 7llin’ in the DREAM | 7llin’ in the DREAM | 17.04.– 07.05.2021 | 6        | YouTube   | Teilnehmer: alle sieben | [ 88 ] |